# Keith Haring
Keith Haring (n. 4 mai 1958, Reading, Pennsylvania – d. 16 februarie 1990, New York City, New York) a fost un artist american și activist social care a contribuit la cultura graffiti de pe străzile New York-ului în anii 1980. Lucrările sale graffiti se inspirau din viața cotidiană a oamenilor din New York